# Abnoub
Abnoub (escreve-se Abnūb embora a fonética de pronunciação seja Abnoud) é uma cidade do Egito que fica situada na província de Assiute a norte da Capital Assiute (أسيوط, em árabe; Zawty, em egípcio), junto ao rio Nilo.
A cidade tem uma forte presença da comunidade Cristã Copta como aliás se pode comprovar com a eleição de um dos seus naturais para atual Papa da Igreja Ortodoxa Copta e Patriarca de Alexandria.

## Naturais com relevância
Abdel Rahman El-Abnoudy é um poeta egipcio, aliás o seu nome final quer dizer de Abnoud ou filho de Abnoud, nasceu nesta cidade em 1938 e estudou Literatura Árabe na Universidade do Cairo. Já publicou mais de dezanove livros de poesia para além de ter recebido vários prémios pela sua poesia. Apenas compondo em língua egípcia goza de uma enorme popularidade.
Atteyat al Abnoudi’s (o apelido tem também a ver de onde é que ele é originário), realizador e produtor de filmes, curtas-metragens e documentários egipcio, que já foi galardoado com vários premios no estrangeiro e que nesta cidade gravou vários dos seus documentários tais como a série Permissible Dreams.
Papa Shenouda III (ou Shenuda III, em língua arabe شنودة الثالث), que nasceu nesta cidade em 3 de agosto de 1923 e que é o 117° e atual Papa da Igreja Ortodoxa Copta sendo também Patriarca de Alexandria desde 14 de novembro 1971.